# Marina Rugelj
‎
Marina Rugelj [marína rúgelj], slovenska matematičarka, filozofinja, psihologinja in pedagoginja, * 22. marec 1964.

## Življenjepis
Leta 1987 je diplomirala na Fakulteti za naravoslovje in tehnologijo; nato pa je leta 1993 magistrirala in leta 1997 opravila doktorat na Filozofski fakulteti v Ljubljani.
Od leta 1993 je predavateljica na Škofijski klasični gimnaziji v Ljubljani; predhodno je delala na Institutu Jožef Stefan in Pedagoškem inštitutu.
Leta 2007 je bila imenovana za ravnateljico Osnovne šole Alojzija Šuštarja.